# Cristian Higuita
Cristian Andrés Higuita Beltran (11 de enero de 1994; Cali, Valle del Cauca, Colombia) es un futbolista colombiano. Juega como mediocampista y actualmente milita en el Orsomarso Sportivo Clube de la Categoría Primera B de Colombia

## Selección nacional
Higuita no pudo debutar en el primer partido de la Sudamericana Sub-20 de 2013 debido a que en un entrenamiento al chocar con uno de sus compañeros tuvo un esguince de tobillo, posteriormente sería suplente en el partido contra la Selección de Chile sub-20 y entraría en el segundo tiempo pero en una jugada al intentar driblar a un jugador de Chile, le cometieron una falta y esta caída le causó una luxación en su brazo izquierdo en el minuto 63 del juego, al día siguiente tuvo que dejar el plantel nacional que participó en el Sudamericano Sub-20 de 2013.

### Participaciones en Sudamericanos
| Campeonato                       | Sede      | Resultado    | Partidos | Goles |
| -------------------------------- | --------- | ------------ | -------- | ----- |
| Sudamericano Sub-15 de 2009      | Bolivia   | Primera Fase | 0        | 0     |
| Sudamericano Sub-17 de 2011      | Ecuador   | Primera Fase | 8        | 0     |
| Sudamericano Sub-20 de 2013      | Argentina | Campeón      | 1        | 0     |
| Torneo Esperanzas de Toulon 2013 | Francia   | Subcampeón   | 2        | 0     |

## Clubes
| Club                     | País           | Año           |
| ------------------------ | -------------- | ------------- |
| Deportivo Cali           | Colombia       | 2011 - 2014   |
| Orlando City             | Estados Unidos | 2015 - 2019   |
| Junior                   | Colombia       | 2020          |
| Once Caldas              | Colombia       | 2021          |
| Orsomarso Sportivo Clube | Colombia       | 2023-presente |

## Estadísticas
| Club                | Temporada           | Liga  | Liga  | Copa Nacional | Copa Nacional | Copa Internacional | Copa Internacional | Total | Total | Prom. · |
| Club                | Temporada           | Part. | Goles | Part.         | Goles         | Part.              | Goles              | Part. | Goles | Prom. · |
| ------------------- | ------------------- | ----- | ----- | ------------- | ------------- | ------------------ | ------------------ | ----- | ----- | ------- |
| Deportivo Cali      | 2011                | 1     | 0     | 2             | 0             | -                  | -                  | 3     | 0     | 0,00    |
| Deportivo Cali      | 2012                | 3     | 0     | 5             | 0             | -                  | -                  | 8     | 0     | 0,00    |
| Deportivo Cali      | 2013                | 3     | 0     | 2             | 0             | -                  | -                  | 5     | 0     | 0,00    |
| Deportivo Cali      | 2014                | 10    | 2     | 0             | 0             | 4                  | 0                  | 14    | 2     | 0,00    |
| Deportivo Cali      | Total               | 17    | 2     | 9             | 0             | 4                  | 0                  | 30    | 2     | 0,33    |
| Orlando City        | 2015                | 26    | 1     | 2             | 0             | -                  | -                  | 28    | 1     | 0,03    |
| Orlando City        | 2016                | 21    | 1     | 0             | 0             | -                  | -                  | 21    | 1     | 0,04    |
| Orlando City        | 2017                | 25    | 0     | 0             | 0             | -                  | -                  | 25    | 0     | 0,00    |
| Orlando City        | 2018                | 21    | 4     | 1             | 0             | -                  | -                  | 22    | 4     | 0,37    |
| Orlando City        | 2019                | 9     | 0     | 2             | 0             | -                  | -                  | 11    | 0     | 0,0     |
| Orlando City        | Total               | 103   | 6     | 5             | 0             | 0                  | 0                  | 108   | 6     | 0,06    |
| Junior · Colombia   | 2020                | 6     | 0     | 0             | 0             | 0                  | 0                  | 6     | 0     | 0       |
| Junior · Colombia   | Total               | 6     | 0     | 0             | 0             | 0                  | 0                  | 6     | 0     | 0       |
|                     |                     |       |       |               |               |                    |                    |       |       |         |
| Total en su carrera | Total en su carrera | 126   | 8     | 14            | 0             | 4                  | 0                  | 144   | 8     | 0,06    |

## Palmarés

### Campeonatos nacionales
| Título                | Equipo                 | País     | Año  |
| --------------------- | ---------------------- | -------- | ---- |
| Superliga de Colombia | Deportivo Cali         | Colombia | 2014 |
| Superliga de Colombia | Junior de Barranquilla | Colombia | 2020 |

### Torneos internacionales
| Título                         | Club                         | Lugar     | Año  |
| ------------------------------ | ---------------------------- | --------- | ---- |
| Campeonato Sudamericano Sub-20 | Selección de Colombia Sub-20 | Argentina | 2013 |